# Eisenbahnunfall von Samlaya
Der Eisenbahnunfall von Samlaya war ein Auffahrunfall des Schnellzugs Sabarmati Express auf einen stehenden Güterzug im Bahnhof Samlaya im indischen Bundesstaat Gujarat am 21. April 2005. 16 Menschen starben.

## Ausgangslage
Im Bahnhof Samlaya wartete im Überholgleis ein Containerzug auf die Vorbeifahrt des Sabarmati Express (Zugnummer 9168), der von Varanasi nach Ahmedabad unterwegs war. Der Schnellzug Sabarmati Express sollte auf dem durchgehenden Hauptgleis verkehren.
Im Bahnhof Samlaya fanden zu dieser Zeit Reparaturen an der Stellwerksanlage statt. Dafür war die Signalabhängigkeit der Weichen aufgehoben. Zudem war die Fernbedienung der Weiche für die Fahrt vom Streckengleis in die Überholung nicht funktionsfähig. Der Fahrdienstleiter schickte deshalb einen Mitarbeiter los, um die Weiche vor Ort von Hand umzustellen.

## Unfallhergang
Der Mitarbeiter des Fahrdienstleiters versäumte, die Weiche umzustellen, die so weiter in Fahrtrichtung in das Überholgleis gestellt war. Der Fahrdienstleiter – in der Meinung, die Weiche sei nun umgestellt – setzte das Einfahrsignal des Bahnhofs auf „Fahrt frei“. Der Schnellzug fuhr so in den Bahnhof ein und gegen 3:13 Uhr auf den stehenden Güterzug auf. Die Elektrolokomotive und vier Wagen des Sabarmati Express entgleisten.

## Folgen
16 Menschen starben, darunter der Lokomotivführer und der Beimann des Schnellzugs. 150 Menschen wurden darüber hinaus verletzt. Neben der Lokomotive wurden sieben Wagen beschädigt.